# Виснёва (гмина, Мысленицкий повет)
Виснёва (пол. Wiśniowa) — сельская гмина (волость) в Польше, входит как административная единица в Мысленицкий повет, Малопольское воеводство. Население — 6780 человек (на 2004 год).

## Демография
| Перепись                       | Всего   | Всего | Женщины | Женщины | Мужчины | Мужчины |
| ------------------------------ | ------- | ----- | ------- | ------- | ------- | ------- |
| Единицы                        | человек | %     | человек | %       | человек | %       |
| Население                      | 6780    | 100   | 3434    | 50,6    | 3346    | 49,4    |
| Плотность населения (чел./км²) | 101,1   | 101,1 | 51,2    | 51,2    | 49,9    | 49,9    |

## Сельские округа
1. Глихув
2. Кобельник
3. Липник
4. Познаховице-Дольне
5. Венглювка
6. Вежбанова
7. Виснёва

## Соседние гмины
1. Гмина Добчице
2. Гмина Добра
3. Гмина Йодловник
4. Гмина Мшана-Дольна
5. Гмина Мысленице
6. Гмина Пцим
7. Гмина Рацеховице